# 韋倫巴赫河 (利馬特河支流)
47°21′9.4″N 8°33′10.3″E / 47.352611°N 8.552861°E

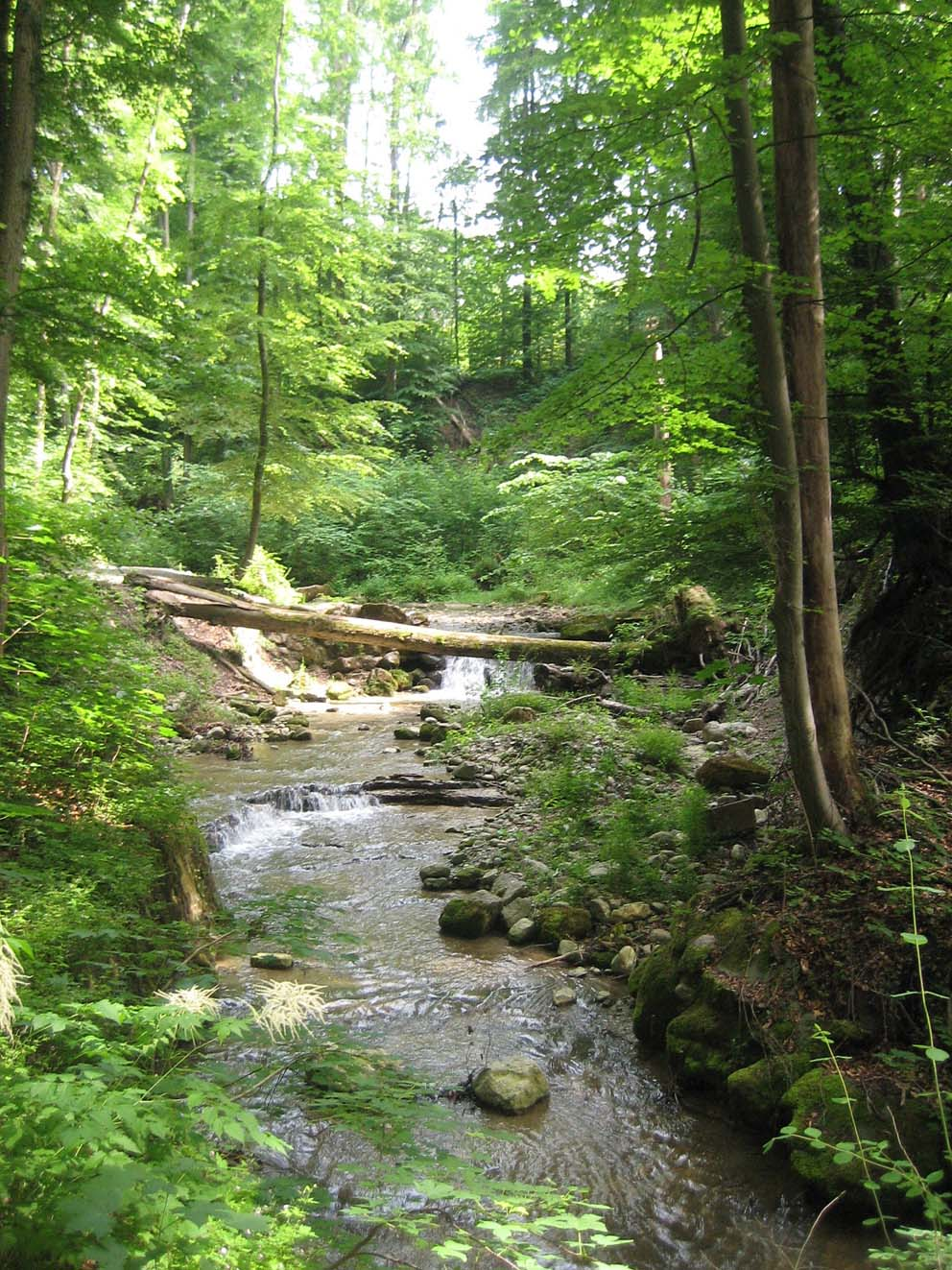

韋倫巴赫河是瑞士的河流，位於該國北部，流經蘇黎世州，屬於利馬特河的支流，河道全長9.8公里，流域面積13.4平方公里，發源自瓦斯貝格山南坡，最終注入蘇黎世湖。